# Саба, Стивен
Стивен Исса Саба (фр. и гаит. креол. Steeven Issa Saba; 24 февраля 1993, Порт-о-Пренс, Гаити) — гаитянский футболист, полузащитник клуба «Вьолетт» и сборной Гаити.

## Карьера

### Клубная карьера
Саба в течение двух лет выступал за клуб «Вьолетт»: в сезоне 2018 — во второй лиге, в сезоне 2019 — в первой лиге.
4 февраля 2020 года Саба подписал с клубом MLS «Монреаль Импакт» однолетний контракт с опцией продления ещё на два года. В мае 2020 года сломал левую ногу и выбыл из строя на 8—12 недель. По окончании сезона 2020 «Монреаль Импакт» не стал продлевать контракт с Сабой.
В начале 2021 года Саба вернулся в «Вьолетт».

### Международная карьера
В октябре 2009 года Саба участвовал в тренировочном лагере сборной США до 18 лет.
За сборную Гаити Саба дебютировал 29 мая 2018 года в товарищеском матче со сборной Аргентины. Был включён в состав сборной на Золотой кубок КОНКАКАФ 2019. 20 июня 2019 года в матче группового этапа турнира против сборной Никарагуа забил свой первый гол за сборную Гаити. Был включён в состав сборной на Золотой кубок КОНКАКАФ 2021. Был включён в состав сборной на Золотой кубок КОНКАКАФ 2023.

## Достижения
Командные
 «Вьолетт»
- Победитель второй лиги Гаити: 2018
- Победитель Карибского клубного чемпионата: 2022